# Kevin Covais
Kevin Patrick Covais, né le 30 mai 1989 à Levittown (New York), est un acteur et chanteur américain. Il a participé à la cinquième saison du télécrochet American Idol.

## Prestations lors d'American Idol
Demi-finales
- 22 février 2006 - One Last Cry by Brian McKnight
- 1er mars 2006 - I Heard It Through the Grapevine by Marvin Gaye (Bottom 3)
- 8 mars 2006 - Vincent by Don McLean

Finales
- 14 mars 2006 - Part-Time Lover by Stevie Wonder
- 21 mars 2006 - When I Fall in Love by Doris Day (Éliminé)

Finale
- 24 mai 2006 - What's New Pussycat? by Tom Jones

## Filmographie
| Année | Titre                                          | Rôle           | Notes                                                              |
| ----- | ---------------------------------------------- | -------------- | ------------------------------------------------------------------ |
| 2008  | Little Miss CEO Pilot                          | Jack           | Television Film/Direct-to-DVD Film                                 |
| 2008  | College                                        | Morris Hooper  |                                                                    |
| 2009  | Ghost Whisperer                                | PA             | Guest Appearance (1 épisode)                                       |
| 2009  | Labor Pains                                    | Greg           | Television Film                                                    |
| 2011  | Georgia dans tous ses états                    | Lewis          | ABC Family Sitcom                                                  |
| 2011  | Division III: Football's Finest                | Allen Schwartz |                                                                    |
| 2012  | Touchback                                      | Todd White     |                                                                    |
| 2012  | Bonne chance Charlie                           | Victor         | 2 épisodes, Baby's First Vacation (en) & Teddy on the Bambino (en) |
| 2013  | Mes parents terribles (Mom and Dad Undergrads) | Will           | Téléfilm                                                           |